# Лесичово
Леси́чово (болг. Лесичово) — село в Пазарджицькій області Болгарії. Адміністративний центр общини Лесичово.

## Населення
За даними перепису населення 2011 року у селі проживали 828 осіб.
Національний склад населення села:
| Національність   | Кількість осіб | Відсоток |
| ---------------- | -------------- | -------- |
| болгари          | 768            | 96,8%    |
| цигани           | 12             | 1,5%     |
| не визначились   | 8              | 1,0%     |
| Всього відповіли | 793            |          |

Розподіл населення за віком у 2011 році:
Динаміка населення: